# クロネッカーの定理
数学では、クロネッカーの定理（クロネッカーのていり、英: Kronecker's theorem）は、レオポルト・クロネッカーの名前に因んだ 2つの定理である。

## 拡大体の存在
この定理は、ある体 F の元を係数に持つ定数ではない多項式 p(x) ∈ F[x] が、拡大体 {\displaystyle E\supset F} に根を持つことを主張する。
たとえば、x2 + 1 = 0 のような実数係数の多項式は、複素数である 2つの根を持つ。
クロネッカーは元々有理数以外の数の存在を認めていなかったものの、この定理は普通クロネッカーの業績とされている。また、この定理によって多くの集合に対する有用な構成(construction)が与えられる。

## ディオファントス近似での結果
クロネッカーの定理は、ディオファントス近似を 1 ≤ i ≤ N とした複数の実数 xi へ適用した結果としても表現され、これはディリクレの近似定理を多変数へと一般化した定理である。
古典的なクロネッカーの近似定理は、次のように定式化される。実数 {\displaystyle \alpha _{i}=(\alpha _{i1},\cdots ,\alpha _{in})\in \mathbb {R} ^{n},i=1,\cdots ,m} と {\displaystyle \beta _{j}=(\beta _{1},\cdots ,\beta _{n})\in \mathbb {R} ^{n}} が与えられると、すべての小さな {\displaystyle \epsilon >0} に対し、整数 {\displaystyle p_{i}} と {\displaystyle q_{j}} が存在し、
{\displaystyle {\biggl |}\sum _{i=1}^{m}q_{i}\alpha _{ij}-p_{j}-\beta _{j}{\biggr |}<\epsilon ,\ \ \ \ 1\leq j\leq n,}
が成り立つことと、
{\displaystyle \sum _{j=1}^{n}\alpha _{ij}r_{j}\in \mathbb {Z} ,\ \ i=1,\dots ,m\ ,}
であるすべての {\displaystyle r_{1},\dots ,r_{n}\in \mathbb {Z} ,\ i=1,\dots ,m} に対し、数 {\displaystyle \sum _{j=1}^{n}\beta _{j}r_{j}} が再び整数となることとは同値である。
クロネッカーの近似定理は、19世紀の終わりにレオポルト・クロネッカーにより最初に証明された。20世紀後半以降、n次元トーラスやマーラー測度の考え方と関係していることが明らかとなっている。
力学系の言葉では、クロネッカーの定理は、惑星の周期に（互いの間の引力相互作用による）依存関係が存在しないとすれば、恒星の周りを円軌道を描いて回る惑星は、時間を経てすべてが整列することを意味する。

### n次元トーラスとの関係
N を自然数として、トーラス T を
T = RN/ZN
と定義すると、トーラス上の点 P により生成される部分群 <P> の閉包は有限群か、あるいは、T の中に含まれるあるトーラス T′ である。元々のクロネッカーの定理 (クロネッカー, 1884) の主張は、
T′ = T,
のための必要条件は、数 xi と 1 が有理数体上で線型独立であることであり、これは同時に十分条件でもあるというものである。ここで、xi と 1 の非ゼロな有理数係数での線型結合 {\displaystyle k_{0}\cdot 1+k_{1}x_{1}+...+k_{N}x_{N};\ (k_{0},k_{i}\in \mathbb {Q} \setminus \{0\})} が 0 であるならば、係数は整数にとることができ、群 T の自明指標(trivial character)以外の指標 χ が P 上で値 1 をとることが容易に分かる。ポントリャーギン双対性により、T′ を χ の核の部分集合とすることができ、故に T 全体には等しくない。
実際、ここでポントリャーギン双対性を完全に使うと、クロネッカーの定理の全体は、
χ(P) = 1
となる χ の核の交叉として、<P> の閉包を記述するものとなる。
このことは、T の単元生成な(monogenic)な閉部分群の間の（単調な）ガロア接続と（位相的な意味で、単一の生成子を持つ）、与えられた点を含む核を持つ指標の集合を与える。すべての閉部分群が単調生成であるわけではない。たとえば、単位元の連結成分が次元 ≥ 1 のトーラスを持ち、連結でない閉部分集合はそのような部分集合ではありえない。
定理において、どのようにうまく（統一的に）P の多重化 mP が閉包を満たすかは、未解決である。1次元の場合、分布は等分布定理(equidistribution theorem)により一様である。